# PelicanHPC
El PelicanHPC es una distribución creada a partir de Debian Live que está dedicada a crear clusters de alto rendimiento. Usa como gestor de ventanas XFCE.